# Прилепнала дреха
Прилепналите дрехи стоят по тялото поради еластичността си. Много от тях са една цялостна дреха, а не комплект от две отделни.
Прилепналите дрехи осигуряват защита срещу наранявания по време на плуване или гмуркане, като те намаляват треперенето на мускулите, предпазват от порезни и прободни рани, както и от охлузвания. Прилепналите дрехи защитават тялото от ултравиолетовите слънчеви лъчи. Примери за това са костюмите за гмуркане, топлоизолационните костюми и прилепналите дънки.
Прилепналите дрехи са фетишизирани от някои хора. Предполагаемата причината за това е, че те стават „втора кожа“ и фетишистки заместител на човешката кожа. Най-честите форми са спандексовият и гуменият фетишизъм. При спандексовия фетишизъм материалът, от който е изработена прилепналата дреха, е освен това и лъскав.

## Примери
- Дънки
- Трика